# Gauchito (nave espacial)
El vector suborbital Gauchito, también conocido como VESA (Vehículo Espacial Suborbital Argentino), es una nave espacial tripulada argentina, manufacturada por Pablo Gabriel de León y su equipo y desarrollada para competir en el Ansari X Prize.
El Gauchito fue el único competidor latinoamericano registrado en el X Prize.

## Características
El Gauchito fue un diseño para cuatro motores híbridos (los cuales todavía no han sido construidos o probados a escala 100%), produciendo una aceleración máxima de 3,5 G. Los motores quemarían hasta que el vehículo alcanzare una altitud de 34 km, y luego inercialmente hasta 120 km. Luego de 5 minutos de ingravidez, el piloto orientaría el escudo térmico para la reentrada, y por último en la etapa final se desaceleraría con un paracaídas.

## Perfil de la misión
- Método de lanzamiento: lanzamiento vertical convencional con torre móvil.

- Aceleración máxima al ascenso: 3 Gs

- Tiempo y altura del apagado de los motores: 60 s a 36 km

- Velocidad máxima: 1200 m/s

- Altura máxima: 108 km

- Tiempo en microgravedad: 240 s (4 minutos)

- Aceleración al descenso: 4 Gs (máximo)

- Método de reentrada: balístico, con sistema de frenado por paracaídas.

- Duración total del vuelo: 17 minutos (aprox.)

- Distancia recorrida sobre el terreno: 80 km (aprox.).[2]